# کریستین ویلهلم ارنست دیتریش

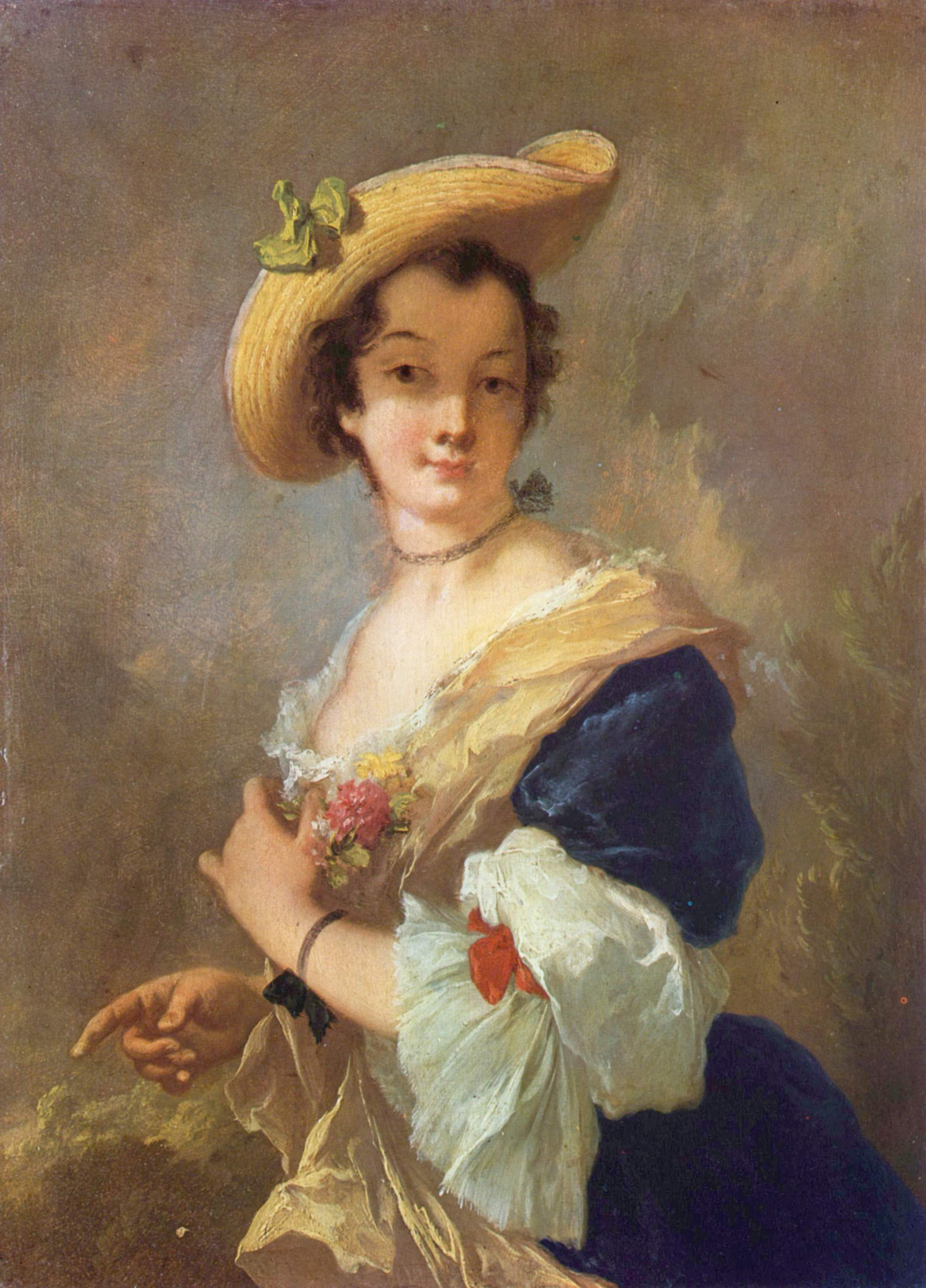
کریستین ویلهلم ارنست دیتریش، "پرتره زنی با کلاه حصیری"

کریستین ویلهلم ارنست دیتریش (انگلیسی: Christian Wilhelm Ernst Dietrich; ۳۰ اکتبر ۱۷۱۲ – ۲۳ آوریل ۱۷۷۴) نقاش، و استاد هنرمند اهل آلمان بود. او در آثار خود به تقلید از بسیاری از هنرمندان پیشین مهارت داشت، اما هرگز سبک خود را توسعه نداد.
کریستین در وایمار به دنیا آمد و در آنجا به وسیله پدرش یوهان گئورگ، و سپس نقاش مینیاتور، به دربار دوک منصوب شد. خواهر دیتریش به نام ماریا نقاش بود.

## نگارخانه

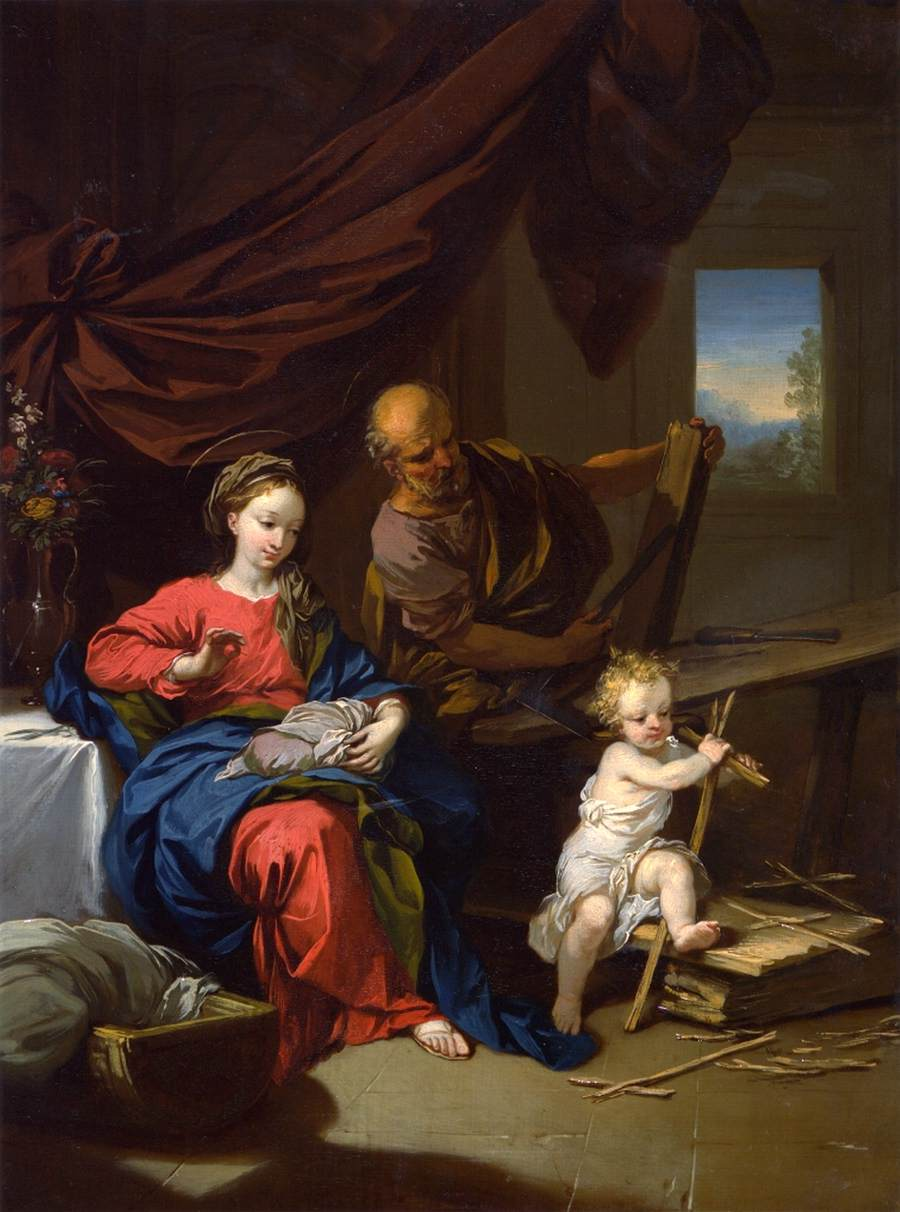
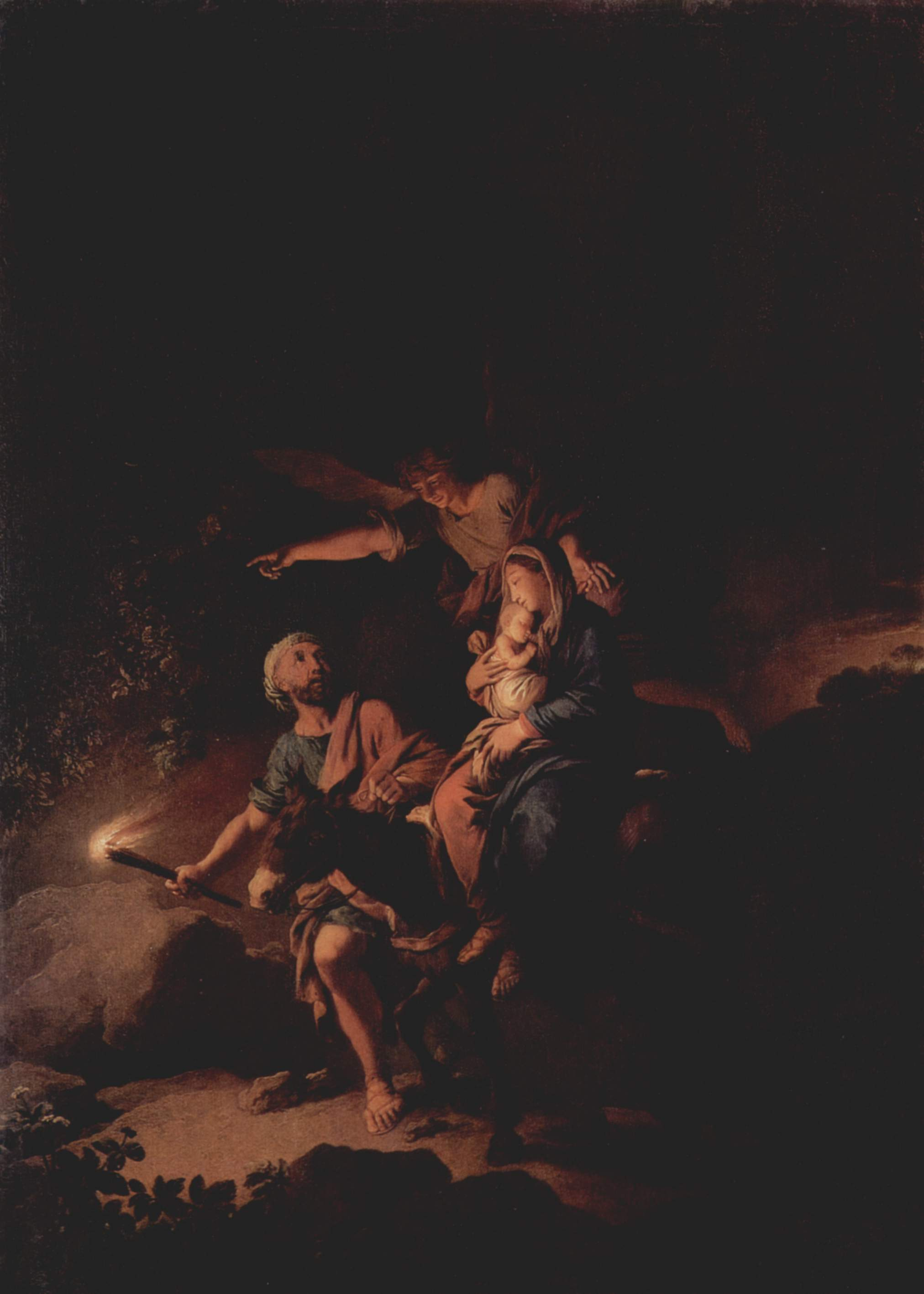
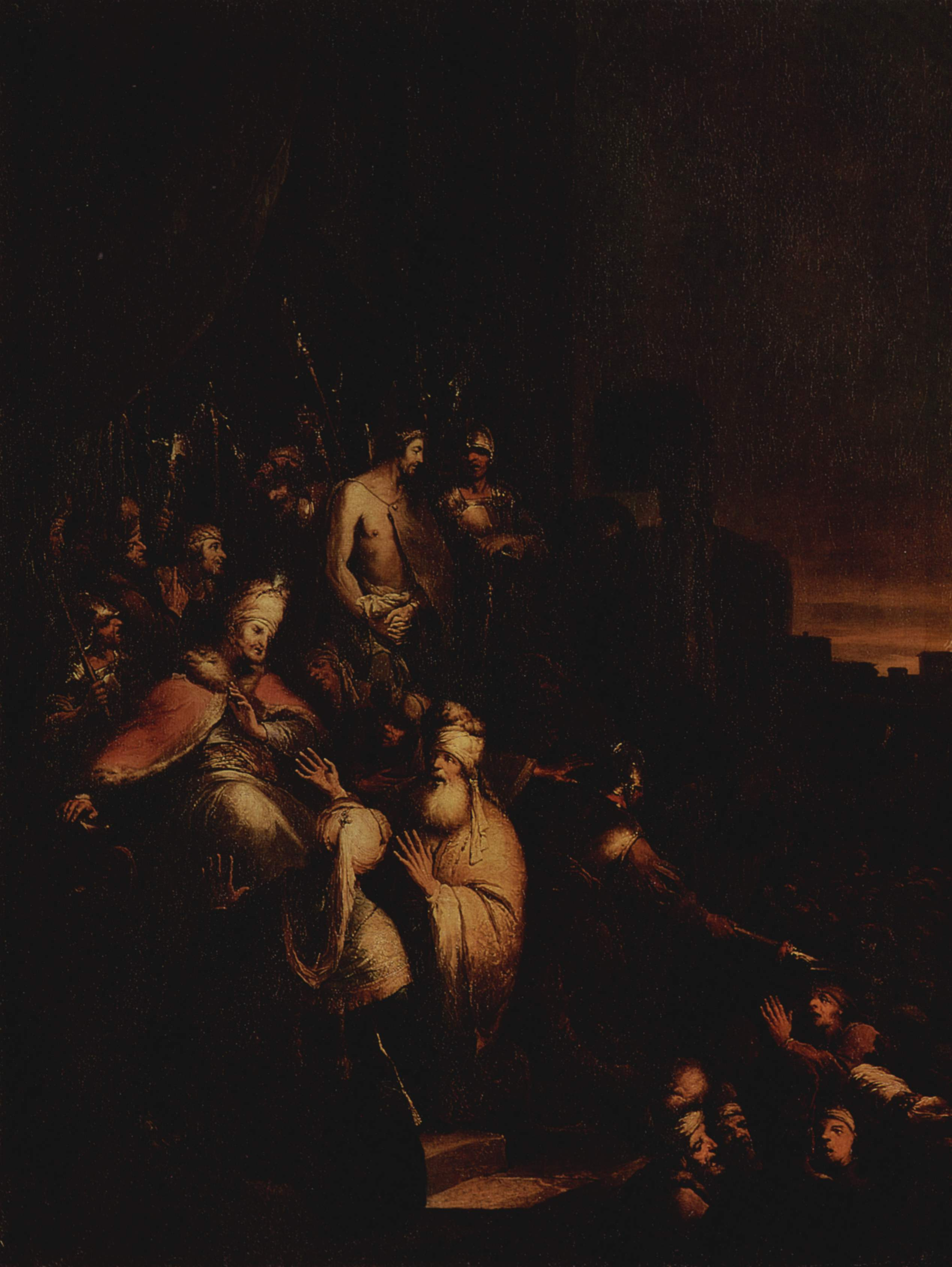
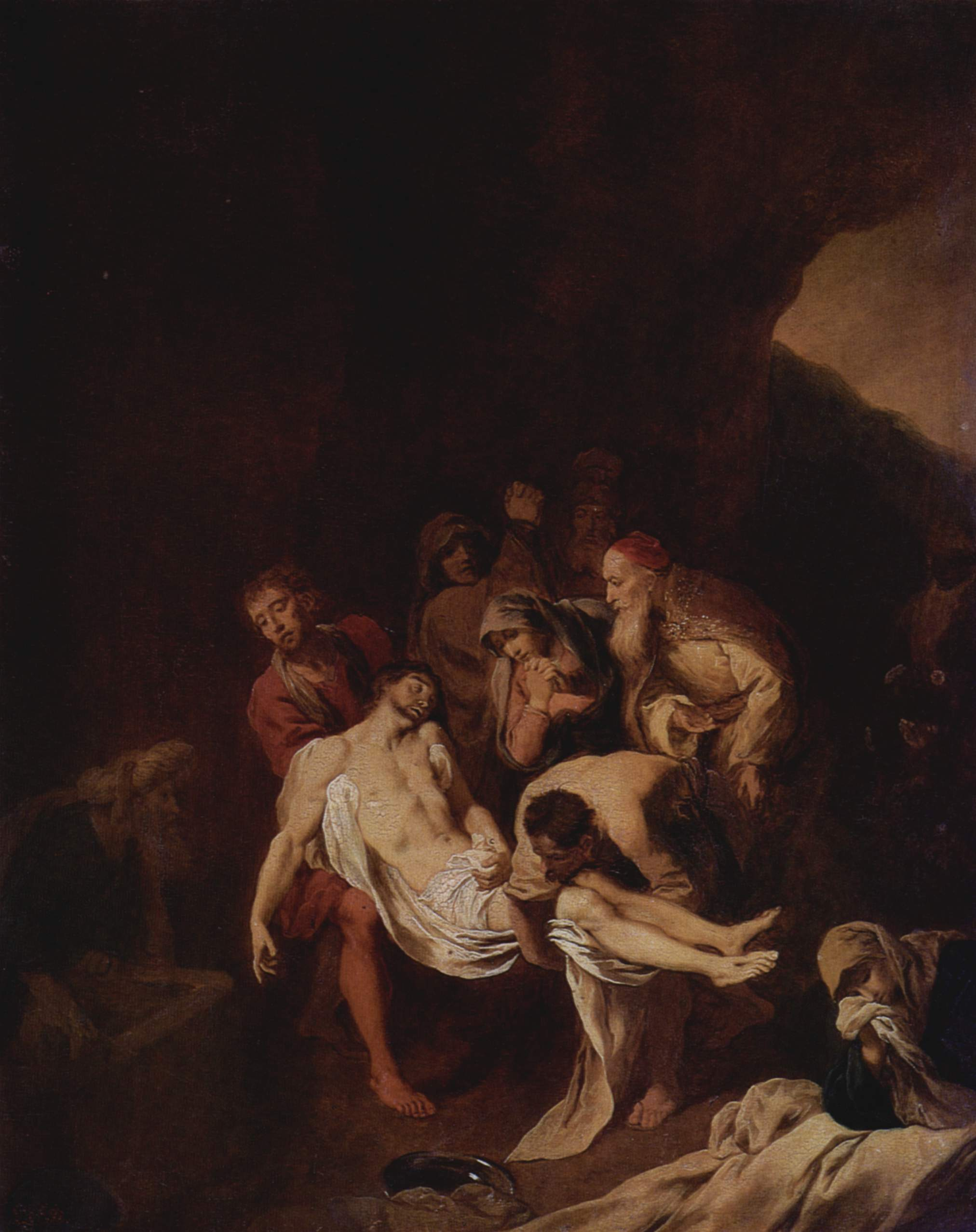
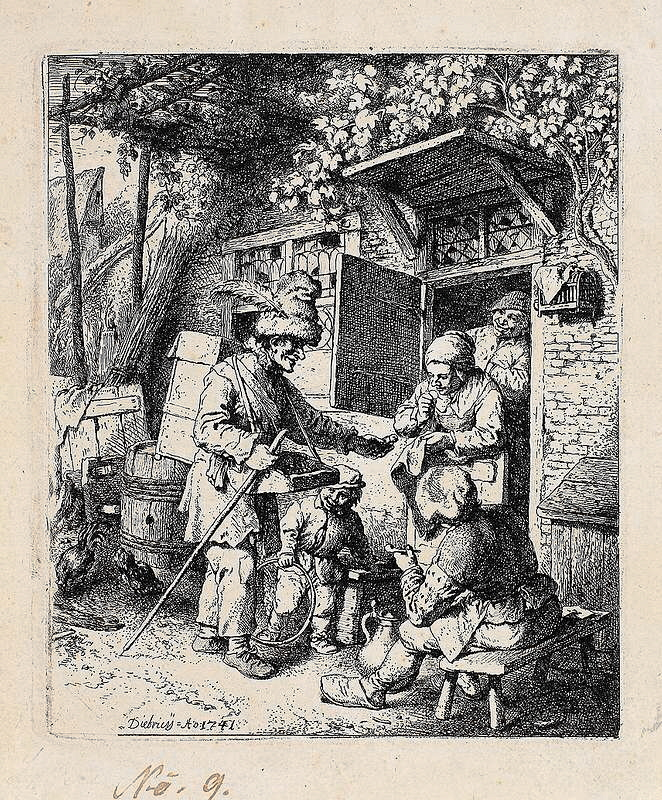
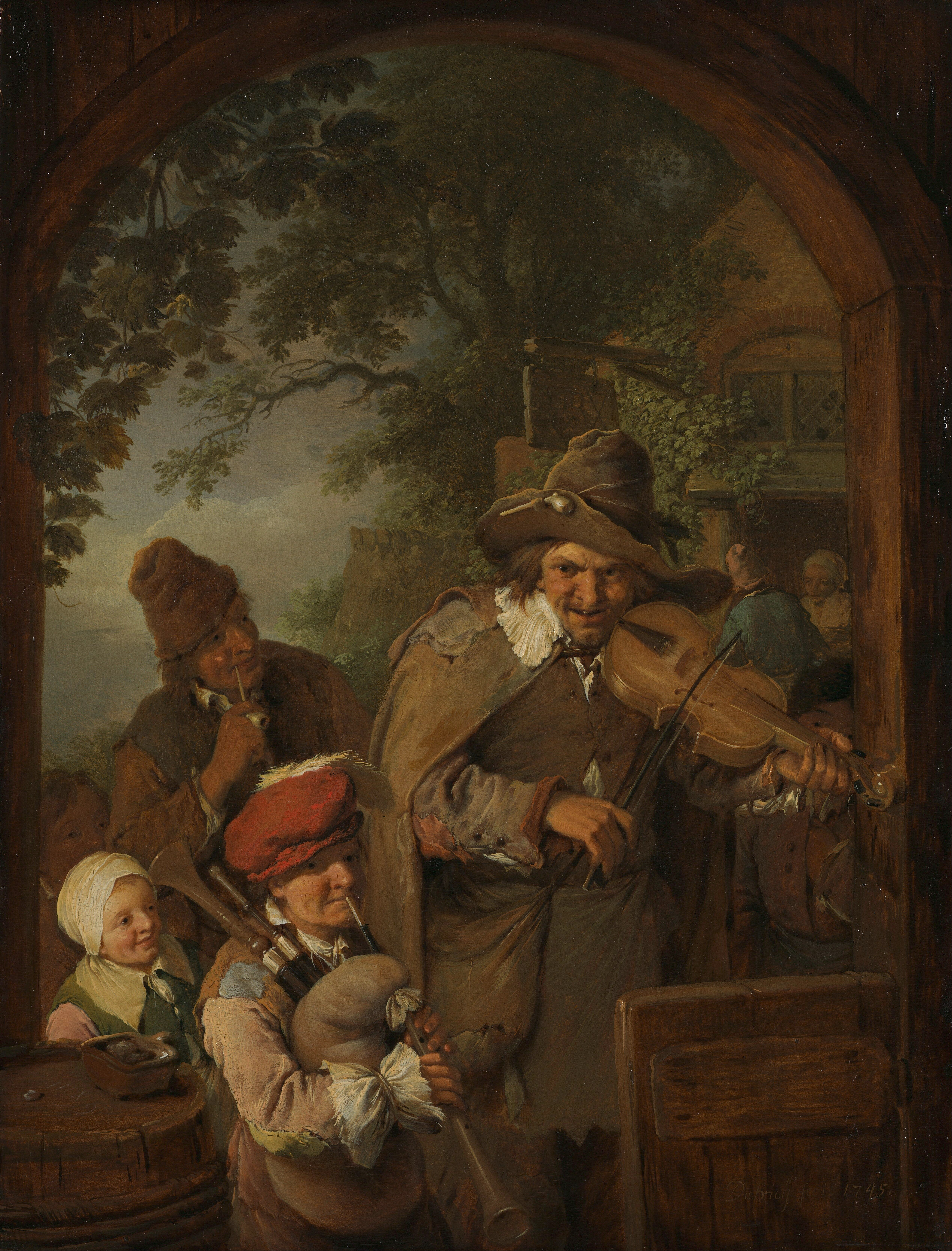